# Тиншман, Ева
Ева Ильза Ти́ншман (нем. Eva Ilse Tinschmann; 19 апреля 1893, Кёнигсберг — 10 августа 1978, Бавария) — немецкая актриса.

## Биография
Дочь прусского коммерсанта Ева Тиншман получила вокальное и актёрское образование и дебютировала в 1922 году в берлинском Театре Нельсона. Тиншман также работала на других берлинских подмостках.
С середины 1930-х годов Ева Тиншман получала многочисленные предложения ролей в кино и получила признание как актриса второго плана. После Второй мировой войны Тиншман покинула кинематограф и вместе с мужем Вальтером Церлетт-Ольфениусом переехала в Росхауптен в Альгое.

## Фильмография
| - 1932: Baby - 1936: Arzt aus Leidenschaft - 1936: Diener lassen bitten - 1936: Moral - 1936: Schlußakkord - 1936: Truxa - 1936: Sein bester Freund - 1936: Skandal um die Fledermaus - 1937: Sherlock Holmes - 1937: Die göttliche Jette - 1937: Fremdenheim Filoda - 1937: Revolutionshochzeit - 1937: Streit um den Knaben Jo - 1937: Kapriolen - 1937: Florentine - 1937: Ab Mitternacht - 1938: Es leuchten die Sterne - 1938: Narren im Schnee - 1938: Scheidungsreise - 1938: Verliebtes Abenteuer | - 1939: Robert und Bertram - 1939: Schneider Wibbel - 1939: Die goldene Maske - 1939: Meine Tante — Deine Tante - 1940: Frauen sind doch bessere Diplomaten - 1940: Mädchen im Vorzimmer - 1940: Meine Tochter tut das nicht - 1941: Der dunkle Punkt - 1941: Über alles in der Welt - 1941: Venus vor Gericht - 1941: Der scheinheilige Florian - 1941: Sein Sohn - 1941: Газовщик / Der Gasmann — фрау Машке - 1942: Kleine Residenz - 1942: Der zweite Schuß - 1943: Damals - 1943: Reise in die Vergangenheit - 1943: Seine beste Rolle - 1945: Spuk im Schloß |